# Sameodes albiguttalis
Sameodes albiguttalis là một loài bướm đêm trong họ Crambidae.